# Caradrina salzi
Caradrina salzi är en fjärilsart som beskrevs av Charles Boursin 1936. Caradrina salzi ingår i släktet Caradrina och familjen nattflyn. Inga underarter finns listade i Catalogue of Life.